# Eigerøy
58°26′37.608″N 5°57′11.581″Ø / 58.44378000°N 5.95321694°Ø
Eigerøya er en ø ud for Egersund i Rogaland fylke i Norge. Øen har forbindelse til fastlandet over Eigerøy bro, som stod færdig i 1951.  Øen har flere kendte virksomheder og attraktioner: Aker Solutions, C-Map, Simrad, Eigerøy fyr og krigsminder fra anden verdenskrig.

## Topografi
Eigerøya deles næsten i to av den store bugt Lundarviga. Den mindre nordvestlige del kaldes derfor Nordre Eigerøya, mens den større sydøstlige kaldes Søre Eigerøya. I vest og syd vender øen ud mod åbent hav, mens den i nord adskilles fra fastlandet ved fjorden Nordragabet, som længere inde bliver til en trang kanal. Denne går først mod øst, men siden mod syd. På den anden siden af denne kanal ligger byen Egersund. Udløbet mod havet i syd har navnet Søragabet.
Øens kystlinje kendetegnes af en række mindre vige, foruden den store Lundarviga. Seksarvågen yderst  på Nordre Eigerøya er nærmest en lille fjord. Øen omgives af en række mindre holme, et par mindre øer (Skarvøya ret syd for Søre Eigerøya, Løyningsøya vest for Søre Eigerøya) og den store Midbrødøya vest for Nordre Eigerøya. Det højeste punkt på øen er Varden (131 moh.) på Søre Eigerøya. Nordre Eigerøya er fladere; den når op i 70 moh. på Vedafjellet. Over hele øen findes det en række mindre vande; de største er Skreddalsvatnet, Smådalsvatnet og Sæstadvatnet.

## Bebyggelse
På østsiden af Søre Eigerøya, som vender mod Egersund, er derboligområder (Nyåsen, Grønehaugen, Halsen; Her er også en del kajer og industriområder (Nyåskaien, Kaubaneset, Hovland). Syd på Søre Eigerøya ligger der nogle få gårde i et bælte ind i landet fra Hovlandsviga (Hovland, Sæstad, Løyning), men de fleste af gårdene ligger på nordsiden af øen (Leidland, Skjelbreid, Myklebust, Skadberg). Resten af Søre Eigerøya er ubeboet.
På den mindre Nordre Eigerøya ligger det meste af bebyggelsen på vestsiden af Lundarviga (Bergan, Haugan, Segleim, Midbrød, Ytstebrød). Den sydligste del er ubeboet.
På Midbrødøya ud for Nordre Eigerøya ligger Eigerøy fyr. På en holm ud for sydspidsen af Søre Eigerøya ligger Vibberodden fyr. Eigerøy skole ligger mod øst på Søre Eigerøya.
Totalt bor der omkring 2.500 mennesker på Eigerøy, fordelt på omkring 800 husstande. Frem til 1960'erne var stort set  alle indbyggerne bosat på små fiskerbrug, hvor  de kombinerede fiskeri og landbrug. Ved slutningen af 60'erne efter at Nordre og Søndre Eigerøy var blevet koblet sammen med vej, blev der igangsat en storstilet boligbyggeri i den gamle udmark til gårdene Leidland og Hovland. I dag er der både butik, skole, idrætsanlæg og bydelskirke i dette området.

## Kommunikasjon
Øen har forbindelse til fastlandet over Eigerøy bro, som blev bygget i 1951. Fra bren fører riksvei 502 sydover langs østsiden af øen til Hovlandsviga, og herfra fører en fylkesvei videre til Hovland. En fylkesvei fører fra Eigerøy bru langs nordsiden af øen til Nordre Eigerøya og Ytstebrød. En privat vej fører fra Nordre Eigerøya over til Midbrødøya.